# Helene Wecker
Helene Wecker (geboren in Libertyville, Illinois) ist eine amerikanische Schriftstellerin und Autorin des unter anderem für den Nebula Award nominierten und mit dem Mythopoeic Award ausgezeichneten Fantasy-Romans Golem und Dschinn. 

## Leben
Wecker wuchs in Libertyville, einer Kleinstadt nördlich von Chicago auf, wo sie auch die High School besuchte. Sie studierte Anglistik am Carleton College in Northfield, Minnesota, wo sie mit dem Bachelor abschloss. Nach einigen Jahren, in denen sie in Minneapolis und in Seattle in der Werbung und in Public Relations arbeitete, begann sie Kreatives Schreiben an der Columbia University in New York zu studieren, wo sie 2007 mit dem Master abschloss. Sie lebt mit ihrem Mann und ihrer Tochter in der Nähe von San Francisco.

## Golem und Dschinn
Ihr erster Roman The Golem and the Jinni (deutsch als Golem und Dschinn) erschien 2013 bei HarperCollins. Er wurde 2014 vielfach für Auszeichnungen nominiert, namentlich für Nebula Award, World Fantasy Award, James Tiptree, Jr. Award, Locus Award, William L. Crawford Fantasy Award und den Goodreads Choice Award, und gewann als bester Roman den Mythopoeic Award. Neben einer Übersetzung ins Deutsche wurde der Roman ins Französische, Italienische, Spanische, Portugiesische, Niederländische, Polnische und Türkische übersetzt. Eine Fortsetzung unter dem Titel The Iron Season soll 2018 erscheinen.
Die beiden Titelfiguren, die Golemfrau Chava und der Dschinn Ahmad, finden sich im New York des Jahres 1899 gestrandet. Chava, nachdem ihr Herr, ein dubioser Rabbi und Kabbalist, auf der Seereise von Polen nach Amerika gestorben ist, Ahmed, nachdem er zufällig aus der alten Kupferflasche befreit wurde, in der er jahrhundertelang gefangen war. Die beiden magischen Geschöpfe, die Frau aus Lehm und der Mann aus Feuer, werden ungleiche Freunde und versuchen gemeinsam, sich in der fremden Stadt zurechtzufinden, dabei stets bemüht, ihre wahre Natur vor der Umwelt verborgen und durch ihr Wesen bedingten zerstörerischen Impulse im Zaum zu halten.

## Bibliografie
Roman
- The Golem and the Jinni (2013)
  - Deutsch: Golem und Dschinn. Übersetzt von Anette Grube. Hoffmann & Campe, Hamburg 2013, ISBN 978-3-455-40367-1. Auch als: Blanvalet TB #0150, 2015, ISBN 978-3-7341-0120-5.

Kurzgeschichte
- Majnun (2017)